# Braulio Nóbrega
Braulio Nóbrega Rodríguez, (Puerto del Rosario, Fuerteventura, Las Palmas, 18 de septiembre de 1985) conocido deportivamente como Braulio, es un jugador de fútbol profesional español. Juega en la posición de delantero y milita en las filas del C. D. Herbania.

## Trayectoria deportiva
Nacido en la isla de Fuerteventura, fue descubierto muy joven por los ojeadores del Atlético de Madrid, club en el que jugó en las categorías inferiores hasta 2004, año en el que pasa a formar parte del primer equipo.
Debuta en la Primera división de la Liga española de fútbol el 2 de octubre de 2004, en el partido Real Sociedad 1 - 0 Atlético de Madrid. En la temporada 2004-2005, disputó 10 partidos de liga con el Atlético de Madrid.
A mediados de la temporada 2005-06, se marchó en calidad de cedido al Real Club Deportivo Mallorca. para la temporada 2006-07 se incorporó a la plantilla de la UD Salamanca como cedido  en Segunda división, donde realizó una gran campaña, siendo el máximo goleador del equipo y uno de los más anotadores de la categoría, convirtiéndose en el punto de referencia en el ataque charro, junto con el mexicano Carlos Vela.
En la temporada 2007/2008 fue traspasado al Getafe C.F. para las siguientes 5 temporadas. El Atlético de Madrid se reservó una opción de recompra que podrá hacer efectiva al final de la primera temporada como azulón. El 25 de octubre de 2007 logró su primer gol en UEFA mediante un taconazo al Tottenham Hotspur. Con este gol, el Getafe C.F. ganó en White Hart Lane. Los Spurs no habían perdido en su estadio en competición europea, salvo en la Copa Intertoto, desde la temporada 84-85.
En la temporada 2008/2009, Braulio se incorporó a las filas del Real Zaragoza, en segunda división, logrando el ascenso a Primera división. Tras no contar con minutos debido a una lesión de tobillo que lo dejó un tiempo fuera del terreno de juego, es cedido al Recreativo de Huelva, en Segunda división.
En enero de 2012 se hace oficial su fichaje por el Fútbol Club Cartagena, club de la Segunda División española, con un contrato hasta el final de la temporada 2011/2012. Debuta de forma oficial el 5 de febrero de 2012. En los pocos meses que está en el equipo, rinde a un nivel aceptable. Finalmente y a falta de dos jornadas se consuma el descenso FC Cartagena.
El 9 de agosto de 2012 ficha por el Hércules CF por una temporada. En el Hércules juega una temporada en la cual las lesiones le mantienen lejos de los terrenos de juego acaba jugando pocos partidos pero marcando 5 importantes goles para la salvación del club alicantino.
En verano de 2013 el jugador emigró a Malasia, concretamente Johor Darul Takzim FC de la Superliga de Malasia donde comenzó siendo un jugador clave, marcando 9 goles en los 12 primeros partidos. A comienzos del 2014 tuvo un paso truncado al fútbol de Colombia cuando a pedido de Juan Manuel Lillo llegó a Millonarios de Bogotá aunque no logró firmar contrato ya que la prensa filtro un escándalo en que él se vio envuelto años atrás por lo que el equipo embajador declina de sus servicios para evitar polémicas, días después el Patriotas Boyacá lo ficha por una temporada aunque la prensa seguía hablando de aquel escándalo por lo que Braulio decide de mutuo acuerdo rescindir su contrato. El 10 de agosto de 2014 ficha de nuevo por el RC Recreativo de Huelva, equipo donde había jugado ya en la temporada 2009. Llegó libre a Huelva y firmó por dos temporadas.
En diciembre de 2015  pasó a ser el delantero del AEL Kalloni de la Superliga griega, debutando en el campo del Asteras Tripolis, donde anotó cinco goles en media temporada. El 7 de septiembre de 2016, firma con el Caudal Deportivo de Mieres del grupo I de Segunda División 'B' por una temporada. Marcando 2 goles y posteriormente marchándose al fútbol chipriota donde pasó a formar parte del Doxa Katakopias, jugando 15 partidos y marcando 12 goles. Jugando a gran nivel. Ahora ha pasado a formar parte del Bengaluru de la super liga india.
En la temporada 2019-20 ficha por el equipo que lo vio nacer en Fuerteventura el C. D. Herbania de Primera Regional.

## Clubes y estadísticas
| Club                    | División                   | Año       | Part. | Goles |
| ----------------------- | -------------------------- | --------- | ----- | ----- |
| Atlético de Madrid B    | Segunda División B         | 2004/2005 | 10    | 9     |
| Atlético de Madrid      | Primera División           | 2004/2005 | 10    | 0     |
| Atlético de Madrid      | Primera División           | 2005/2006 | 1     | 0     |
| RCD Mallorca            | Primera División           | 2005/2006 | 2     | 0     |
| Atlético de Madrid B    | Segunda División B         | 2005/2006 | 19    | 8     |
| UD Salamanca            | Segunda División           | 2006/2007 | 39    | 14    |
| Getafe CF               | Primera División           | 2007-2008 | 19    | 3     |
| Real Zaragoza           | Segunda División           | 2008-2009 | 24    | 3     |
| Real Zaragoza           | Primera División           | 2009-2010 | 3     | 0     |
| Recreativo de Huelva    | Segunda División           | 2009-2010 | 20    | 2     |
| Real Zaragoza           | Primera División           | 2010-2011 | 27    | 3     |
| FC Cartagena            | Segunda División           | 2012      | 18    | 6     |
| Hércules CF             | Segunda División           | 2012-2013 | 14    | 5     |
| Johor Darul Takzim FC   | Superliga de Malasia       | 2013-2014 | 15    | 12    |
| RC Recreativo de Huelva | Segunda División           | 2014-2015 | 24    | 0     |
| Kalloni FC              | Superliga griega           | 2015-2016 | 24    | 5     |
| Caudal Deportivo        | Segunda División B         | 2016-2017 | 10    | 2     |
| Doxa Katokopias         | Primera División de Chipre | 2017      | 15    | 12    |
| Bengaluru FC            | I-League                   | 2017-2018 | 10    | 0     |
| C.D. Alcoyano           | Segunda División B         | 2018-2019 | 18    | 3     |
| C.D. Herbania           | Primera Regional           | 2019-2020 |       |       |

## Vida personal
En septiembre de 2011 fue detenido, acusado de abusar sexualmente de una mujer. Presuntamente, le hizo tocamientos a una viandante antes de un entrenamiento, hecho que reconoció posteriormente ante la policía. El jugador dijo ser autor, además, de otros tres abusos ocurridos en la ciudad.
Tras estos sucesos, el Real Zaragoza prescindió de los servicios del jugador canario.